# Videotron Centre
Vidéotron Centre (Frans: Centre Vidéotron) is een overdekte arena in Quebec City, Quebec, Canada. De arena met 18.259 zitplaatsen verving Colisée Pepsi als een prominente locatie voor indoor-evenementen in Quebec City. De arena wordt voornamelijk gebruikt voor ijshockey, en dient als thuisbasis van de Quebec Remparts van de QMJHL. Het gebouw werd geopend op 8 september 2015. Het is nu de vierde grootste arena van Canada, na de arena's in Montreal, Edmonton en Ottawa.
De arena zou naar verwachting 400 miljoen dollar gaan kosten, maar het werd uiteindelijk 370 miljoen dollar, waarbij de stad en de provincie 50% van de kosten van de arena voor hun rekening namen. 

## Evenementen
Céline Dion trad met acht concerten het vaakst op in de arena. Andere artiesten die een concert speelden in de arena zijn: Rihanna, Shania Twain, Iron Maiden, Imagine Dragons, KISS, Bryan Adams, Slipknot, Pearl Jam, Michael Bublé, Lara Fabian, en de Belgische Stromae en Angèle. 